# Síndrome de Cohen
El síndrome de Cohen, también llamado síndrome de Pepper, es una enfermedad rara de origen genético y transmisión hereditaria según un patrón autosómico recesivo. Pertenece al grupo de trastornos conocidos como síndromes malformativos de la infancia. Su prevalencia es inferior a un caso por millón de habitantes. Fue descrito por primera por Michael Cohen et al en el año 1973, desde entonces se estima que han sido diagnosticados menos de mil casos en todo el mundo.
Los manifestaciones más frecuentes consisten en retraso del crecimiento, retraso mental, obesidad, cabeza de menor tamaño que el normal (microcefalia), alteraciones del paladar, orejas grandes, anomalías diversas del ojo, como microcornea, estrabismo, microftalmía y desprendimiento de retina. También deformidades óseas, entre ellas cifosis, escoliosis, pies planos y luxación de cadera. 
La causa de la enfermedad es una mutación en el gen VPS13B situado en el cromosoma 8q22.